# Michel-Pascal
Pour les articles homonymes, voir Michel Pascal.
François-Michel Pascal, dit Michel-Pascal, né dans l'ancien 10e arrondissement de Paris le 9 septembre 1810 et mort dans le 4e arrondissement de la même ville le 3 janvier 1882 est un sculpteur romantique français.

## Biographie
Michel-Pascal est admis le 1er octobre 1828 à l'École des beaux-arts de Paris dans l'atelier de David d'Angers. Il expose au Salon de 1840 à 1880, où il obtiendra plusieurs prix,.
Il travaille pour de nombreuses églises, où il effectue également des activités de restauration sur les statues en pierre.

## Œuvres

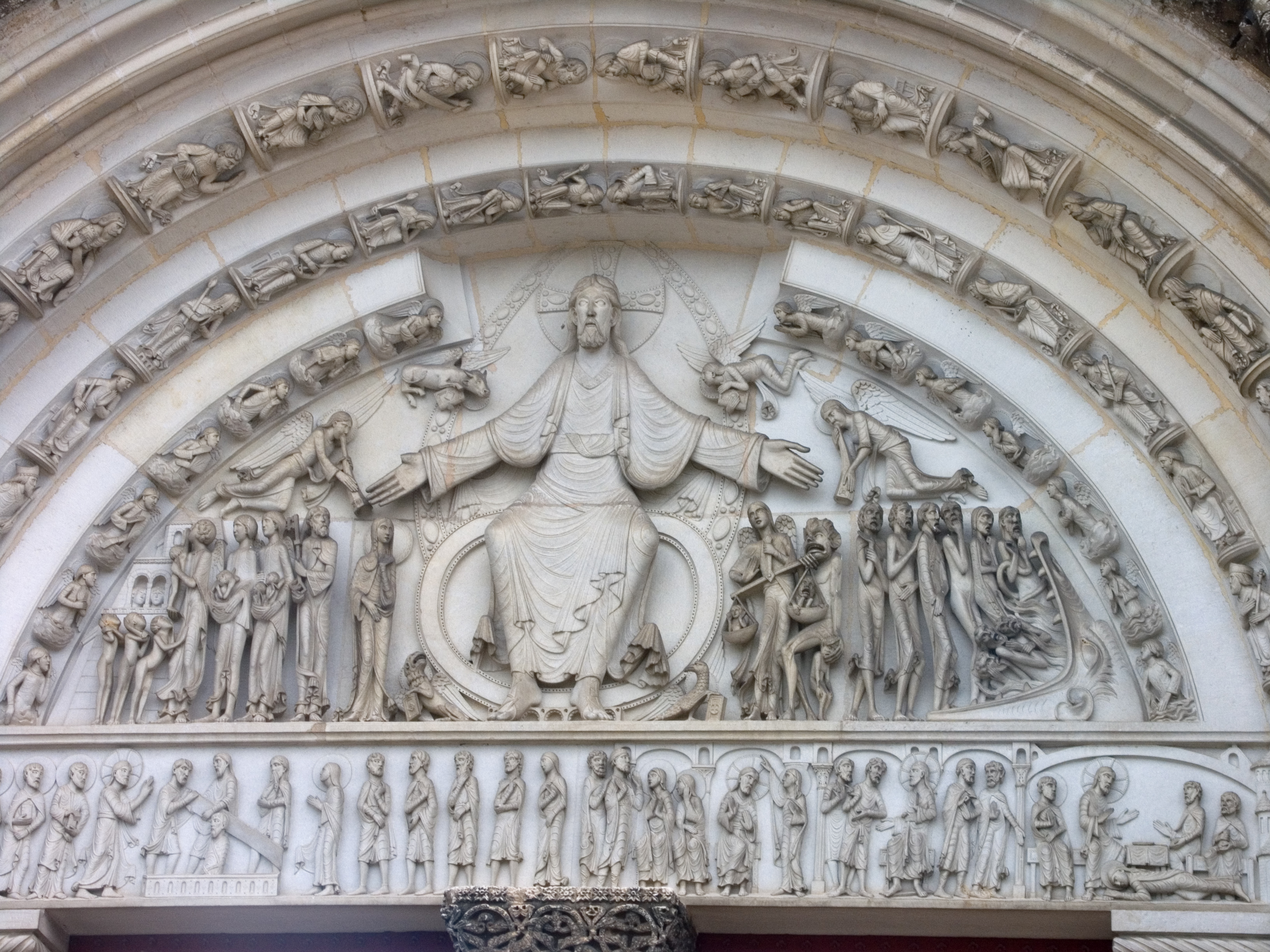
Jugement dernier (1856), basilique Sainte-Marie-Madeleine de Vézelay.

- Périgueux, musée d'Art et d'Archéologie du Périgord : Moine en prière, marbre blanc, don de l'État en 2007.
- Vézelay, basilique Sainte-Marie-Madeleine : Jugement dernier, 1856, bas-relief en pierre du tympan surmontant le portail central de la façade.
- Église Notre-Dame de Bergerac, plusieurs statues.
- Localisation inconnue : Les Enfants d'Édouard VI, Salon de 1853, groupe en marbre, présenté à l'Exposition universelle de 1862.